# Dragó de bec occidental
El dragó de bec occidental (Rhynchoedura ornata) és una espècie de dragó que habita a l'interior d'Austràlia.

## Taxonomia
Va ser descrit per primera vegada per Albert Günther el 1867. És del gènere Rhynchoedura, que és endèmic a tota Australàsia. Aquest grup comparteix característiques amb diverses espècies de Diplodactylus, per aquest motiu, Glen Storr va suggerir que aquestes espècies podrien ser transferides a aquest gènere. Els sinònims d'aquesta espècie inclouen Diplodactylus paraornatus i Rhynchoedura ormsbyi publicats per Wells & Wellington.
La investigació sobre les relacions filogenètiques de Diplodactylus ha identificat dos clades i s'ha proposat la resurrecció de Lucasium.

## Descripció
És un dragó petit i nocturn que pot arribar a fer 95 mil·límetres, amb una llargada del musell a la cloaca de fins a 50 mm. El musell és estret i semblant a un bec. Es pot trobar sota els arbustos, però sovint s'aixopluga als caus abandonats d'aranyes i altres llangardaixos. És de color marró vermellós a vermell a la part superior, amb petites taques grogues, marrons i blanques. El cap és de color marró clar o gris. Una franja cremosa o blanca s'estén des de sota dels ulls, la superfície inferior del cos és blanca. Les seves preses preferides són els tèrmits.
Els seus dits són prims i tenen urpes. La petita estructura del bec està formada per les projeccions dels escuts rostrals i mentals. Els porus preanals estan presents. Aquest dragó regula la seva temperatura movent-se a posicions més càlides o més fresques. La femella sovint és més gran i madura a una edat primerenca, menys d'1 any, la qual cosa permet un major desenvolupament dels seus ous per augmentar la viabilitat de la seva descendència. Ponen de dos a tres ous per posta.

## Hàbitat
El dragó de bec occidental està molt estès i és comú a Austràlia, principalment al seu interior. Es troba a les regions àrides i semiàrides del país, en una gran varietat d'hàbitats i tipus de sòls. La seva distribució cobreix Nova Gal·les del Sud, Territori del Nord, Queensland, Austràlia Meridional, Victòria i Austràlia Occidental. No es troba a les regions costaneres del sud ni al nord tropical.
La distribució a l'oest d'Austràlia es troba a les parts del nord-est i sud-oest d'Austràlia, estenent-se a les costes nord i nord-oest. La seva ubicació tipus és badia Nickol.
L'hàbitat pot ser turons o planes de sorra, sovint associats a la Triodia. Solen romandre tota la seva vida en una zona petita que pot fer no més de 30 metres.